# Cantó de Jussac
El cantó de Jussac és un cantó francès del departament del Cantal, situat al districte d'Orlhac. Té 5 municipis i el cap és Jussac.

## Municipis
- Crandèlas
- Jussac
- Naucèlas
- Reilhac
- Teissières-de-Cornet

## Història
| Data d'elecció                           | Identitat         | Partit | Qualitat |
| ---------------------------------------- | ----------------- | ------ | -------- |
| 1985-1988                                | Antoine Dejou     | UDF    |          |
| 1988-                                    | Jacques Markarian | PS     |          |
| les dades anteriors no són pas conegudes |                   |        |          |
|                                          |                   |        |          |

## Demografia
| 1962  | 1968  | 1975  | 1982  | 1990  | 1999  | 2007  |
| ----- | ----- | ----- | ----- | ----- | ----- | ----- |
| 2.396 | 2.928 | 4.140 | 4.468 | 5.166 | 5.290 | 5.568 |